# Triakis megalopterus
Triakis megalopterus es una especie de elasmobranquio carcarriniforme de la familia Triakidae.